# فقعة
فقعة (به عربی: جبل فقعة) یک منطقهٔ مسکونی در عربستان سعودی است که در استان عسیر واقع شده‌است.

## خصوصیات
فقعة ۲٬۰۰۰ نفر جمعیت دارد و ۱٬۴۰۰ متر بالاتر از سطح دریا واقع شده‌است.